# 안동김씨 쌍효 정려
안동김씨 쌍효 정려(安東金氏 雙孝 旌閭)는 세종특별시 전의면 양곡리에 있는 정려이다. 2014년 9월 30일 세종특별자치시의 향토문화유산 제16호로 지정되었다.

## 개요
안동김씨 쌍효 정려(安東金氏 雙孝 旌閭)는 조선시대 효자 김익정(金益精, ?~1436)과 그의 현손(玄孫)인 김사준(金師俊, 1439~1520)의 효행(孝行)을 세상에 널리 알려 칭찬하고 기억하기 위해 나라에서 하사한 명정(銘旌)을 현판(懸板)으로 걸어놓은 정문(旌門)이다.
김익정의 본관(本貫)은 안동(安東), 자(字)는 자비(子悲), 호(號)는 운암(雲庵)이다. 1396년(태조 5)에 실시한 식년시(式年試)의 문과(文科)에서 을과(乙科) 1위(位)로 합격한 뒤 장령(掌令),  정원지신사(承政院知申事), 대사헌(大司憲), 예조참판(禮曹參判), 동지총제(同知摠制), 이조좌참판(吏曹左參判) 등을 지내다가 1435년(세종 17) 경상도관찰사(慶尙道觀察使)에 제수(除授)되었지만 사망하였다. 1425년(세종 7)에 사헌부(司憲府)의 대사헌(大司憲)으로 있던 중 나이 드신 부모를 모시기 위해 관직에서 물러났으며, 돌아가신 후에는 3년씩 6년간을 묘 옆에 움막을 짓고 살면서 곁을 지켰다고 한다. 그는 사치를 멀리하고 청렴(淸廉)하며, 효심이 깊은 인물로 평가되고 있다.
김익정의 현손인 김사준은 어려서부터 총명(聰明)하고 학문을 게을리 하지 않았다. 하지만 아버지 김구년(金龜年)이 1453년(단종 1)에 일어난 계유정난(癸酉靖難)과 1456년(세조 2) 사육신(死六臣)의 죽음을 보고 고향에 내려 온 후 다시는 벼슬을 하지 않겠다는 아버지의 뜻을 따라 출사(出仕)하지 않았다. 아버지가 부스럼으로 힘들어 하자 부스럼에 효과가 있다는 연근을 캐기 위해 한겨울에 얼음을 깨고 구해 드리며 봉양하였고 돌아가신 후에는 3년간 묘 옆에 움막을 짓고 살면서 곁을 지켰다고 한다. 그의 효행을 들은 예종(睿宗, 1450~1469)이 종구품(從九品)인 능참봉(陵參奉) 벼슬을 직접 내렸으나 사양하고 고향마을에서 후학들을 가르치며 남은 생을 보냈다.
김익정과 김사준의 효향에 대해 지역의 유림(儒林)들이 글을 올려 김익정은 세조(世祖, 1417~1468) 때, 김사준은 명종(明宗, 1534~1567) 때 명정이 내려지고 정문을 세웠다. 본래 '텃골'이라는 곳에 있던 것을 1820년(순조 20)에 현재의 위치로 옮겼다는 기록이 남아있다. 정면에 '孝子門(효자문)'이라는 현판이 있고 내부 좌측에 김익정, 우측에 김사준의 현판이 걸려있다.